# Rinse FM
Rinse FM est une station de radio londonienne créée en 1994. Elle diffuse entre autres beaucoup de musiques « underground » dont principalement le dubstep et le grime.

## Historique
Rinse FM est d'abord une radio pirate, lancée en 1994 par DJ Geeneus. Elle émet pour la première fois depuis Londres, à Ingram House dans le quartier de Tower Hamlets. Elle diffuse principalement de la jungle, et se concentre sur la découverte de nouveaux DJs. Face à la concurrence de Kool FM sur ce genre musical, Rinse se spécialisera ensuite dans le garage à la fin des années 90. Elle jouera ensuite, sous la direction d'Uncle Dugs, un rôle important dans l'émergence du grime et du dubstep. En 2005 l'Office of Communications déconnecte les émetteurs pirates de Rinse FM, et Dean Fullman (aka DJ Slimzee) reçoit un Anti-social behaviour order qui l'empêche d'émettre depuis tous les toits de Tower Hamlets.
En 2010 la station reçoit un permis d'émettre sur la bande FM, après trois ans d'attente.
En février 2014 Rinse lance une version française sur Internet, en prolongement de Radio Paname sous la direction de Manaré. La radio a le même but que son homologue anglais, défendre la musique et les cultures indépendantes, en prenant le contre-pied des radios généralistes.
Rinse France se positionne vite comme un acteur incontournable des musiques électroniques avec des résidents représentants les différentes franges de la scène française comme Para One, AZF, Teki Latex, Brodinski mais aussi des artistes et labels internationaux.
Rinse France remporte dès 2017 le prix de meilleur web radio d'Europe.
Toutes les émissions qui y sont diffusées sont disponibles en podcast sur Internet.